# Chillwave
Chillwave, někdy také označovaný jako glo-fi, je hudební žánr, jehož interpreti jsou charakterizováni především častým používáním zvukových efektů, syntezátorů, smyček, samplingu a silně filtrovaných vokálů s jednoduchými melodickými pasážemi.
Žánr v sobě spojuje ambientní hudbu s moderním popem, jak v Electropop, post-punk revivalu, psychedelickému folku, nu gaze, witch house. Je často označovaný za "summer music".

## Významní interpreti
- Com Truise
- Eightcubed
- Keep Shelly In Athens
- Mansions on the Moon
- Panda Bear
- Toro Y Moi
- Washed Out
- XXYYXX
- Youth Lagoon
- Tycho